# 마리뉴
마리우 세르지우 산투스 코스타(포르투갈어: Mário Sérgio Santos Costa, 1990년 5월 29일 ~ ) 또는 간단히 마리뉴(Marinho)는 브라질의 축구 선수로 현재 캄페오나투 브라질레이루 세리이 A의 CR 플라멩구에서 공격수로 활약하고 있다.